# Heliodoro Gallego
Heliodoro Gallego Cuesta (Villalbarba, Valladolid, 9 de enero de 1949) es un político español, alcalde de Palencia entre 1991 y 1995 y entre 1999 y 2011 por el PSOE. Es licenciado en Derecho, está casado y tiene dos hijos.

## Trayectoria política
Perteneciente al sindicato UGT desde 1978. Ha ocupado la Secretaría General del PSOE en la provincia de Palencia desde 1988 hasta el 29 de noviembre de 2008. 
Fue elegido senador por Palencia en cuatro legislaturas:
- En la III legistatura, desde 1986 hasta 1989, perteneció a las comisiones de Presidencia de Gobierno e Interior, Sanidad y Seguridad Social, y Trabajo.
- En la IV legislatura, continuó entre los años 1989 y 1993 en las comisiones de Presidencia de Gobierno e Interior, y Trabajo (esta vez como vicepresidente), y a partir de 1990 fue también miembro de la comisión mixta para el estudio del problema de la droga y de la comisión extraordinaria sobre los problemas derivados del uso del automóvil y de la seguridad vial.
- Fue reelegido como senador para la V legislatura, trabajando como vocal de las comisiones de Justicia y de Interior y Función Pública, y Trabajo y Seguridad Social.
- Finalmente, en la VI Legislatura, y con el PSOE fuera de labores de gobierno, fue vicepresidente segundo de la comisión de Defensa entre los años 1996 y 1998, y también vicepresidente segundo de la comisión de justicia. Fue además vocal de otras comisiones y miembro de diversas ponencias puntuales.

Portavoz desde 1987 del grupo socialista en el consistorio, fue elegido alcalde de Palencia en las elecciones municipales de 1991, cargo que ocupó hasta 1995, año en el que Marcelo de Manuel (PP), le arrebató la alcaldía. Pero de nuevo en 1999 ganó las elecciones, revalidando la alcaldía en 2003 y 2007 con mayoría absoluta, no obstante perdió las elecciones del 22 de mayo de 2011 cediendo la alcaldía al popular Alfonso Polanco Rebolleda. Entre 2006 y 2007 presidió la Federación Española de Municipios y Provincias.

### Alcaldía de Palencia

#### Principales proyectos
- Estadio Nueva Balastera
- Peatonalización de calles del centro histórico
- Reorganización de las intersecciones de tráfico mediante rotondas.

## Cargos desempeñados
- Senador por la provincia de Palencia. (1986-2000)
- Concejal en el Ayuntamiento de Palencia. (1987-2015)
- Portavoz del PSOE en el Ayuntamiento de Palencia. (1987-1991)
- Secretario general del PSOE de Palencia. (1988-2008)
- Alcalde de Palencia. (1991-1995)
- Portavoz del PSOE en el Ayuntamiento de Palencia. (1995-1999)
- Alcalde de Palencia. (1999-2011)
- Presidente de la FEMP. (2006-2007)
- Portavoz del PSOE en el Ayuntamiento de Palencia. (2011-2015)